# اليوم الدولي للتوعية بالفاقد والمهدر من الأغذية
اليوم الدولي للتوعية بالفاقد والمهدر من الأغذية هو حدث للأمم المتحدة، يُقام في 29 سبتمبر من كل عام، أقرته الجمعية العامة للأمم المتحدة في 19 ديسمبر 2019، ويهدف إلى التوعية بوقف إهدار الطعام، وكذلك تعزيز الجهود الرامية إلى خفض الفاقد والمهدر من الأغذية.

## وصلات خارجية
- الموقع الرسمي.